# Powiat Hartberg
Powiat Hartberg (niem. Bezirk Hartberg) – dawny powiat w Austrii, w kraju związkowym Styria. Siedziba znajdowała się w Hartberg. W 2013 roku powiat został zlikwidowany i wraz z powiatem Fürstenfeld wszedł w skład nowo utworzonego powiatu Hartberg-Fürstenfeld.

## Geografia
Powiat całkowicie leżał w Centralnych Alpach Wschodnich, w grupie górskiej "na wschód od rzeki Mura". Północną część zajmował również górzysty i zalesiony region Joglland. Najwyższym punktem był Hochkogel (1318 m n.p.m.). Na południe od Jogllandu znajduje się Dolina Pöllau gdzie utworzono rezerwat przyrody.
Powiat graniczył z powiatami: na północy Neunkirchen, północnym wschodzie Wiener Neustadt-Land (dwa w Dolnej Austrii), na wschodzie Oberwart, na południowym wschodzie Güssing (dwa w Burgenlandzie), na południu Fürstenfeld, na zachodzie Weiz.

## Demografia
| Rok  | Liczba mieszkańców |
| ---- | ------------------ |
| 1981 | 64 778             |
| 1991 | 66 787             |
| 2001 | 67 778             |

## Miasta i gminy
Powiat podzielony był na 50 gmin, wliczając w to 2 miasta i 6 gmin targowych.
| Miasta 1. Friedberg 2. Hartberg Gminy targowe 1. Bad Waltersdorf 2. Grafendorf bei Hartberg 3. Kaindorf 4. Neudau 5. Pinggau 6. Pöllau Gminy 1. Blaindorf 2. Buch-Geiseldorf 3. Dechantskirchen 4. Dienersdorf | 1. Ebersdorf 2. Eichberg 3. Greinbach 4. Großhart 5. Hartberg Umgebung 6. Hartl 7. Hofkirchen bei Hartberg 8. Kaibing 9. Lafnitz 10. Limbach bei Neudau 11. Mönichwald 12. Pöllauberg 13. Puchegg 14. Rabenwald 15. Riegersberg 16. Rohr bei Hartberg 17. Rohrbach an der Lafnitz 18. Saifen-Boden 19. Sankt Jakob im Walde | 1. Sankt Johann bei Herberstein 2. Sankt Johann in der Haide 3. Sankt Lorenzen am Wechsel 4. Sankt Magdalena am Lemberg 5. Schachen bei Vorau 6. Schäffern 7. Schlag bei Thalberg 8. Schönegg bei Pöllau 9. Sebersdorf 10. Siegersdorf bei Herberstein 11. Sonnhofen 12. Stambach 13. Stubenberg am See 14. Tiefenbach bei Kaindorf 15. Vorau 16. Vornholz 17. Waldbach 18. Wenigzell 19. Wörth an der Lafnitz |

## Transport
Przez powiat przebiegała autostrada A2 i drogi krajowe B50 (Burgenland Straße) i B54 (Wechsel Straße).
We wschodniej części dawnego powiatu ciągnie się linia kolejowa Wiener Neustadt-Fehring.